# HDCD

Offizielles Logo für HDCD von Microsoft

HDCD (Abk. für High Definition Compatible Digital) ist eine 1995 eingeführte und durch Patente geschützte Technologie für die Kodierung und Dekodierung von Audiodaten. Sie wurde zwischen 1986 und 1991 von den Audioingenieuren Keith Johnson und Michael Pflaumer entwickelt.

## Das Verfahren
Das Verfahren soll laut den Entwicklern für einen höherwertigen Klang mit größerer Detailfülle und besserer Dynamik digitaler Audioaufnahmen, vor allem auf CD oder DVD, sorgen und somit bisherige Nachteile insbesondere herkömmlich kodierter CDs verringern. Der Effekt eines größeren Detailreichtums wird laut den Entwicklern unter anderem dadurch erreicht, dass die Audioinformationen nicht mehr wie üblich mit einer Auflösung von 16 Bit, sondern mit einem Äquivalent zu etwa 20 Bit kodiert werden. Erreicht wird dies, indem Steuerungssignale für einen HDCD-Controller im niedrigsten Bit des PCM-Audiosignals untergebracht werden. Dieses Verfahren wird Inbandsignalisierung genannt. Der HDCD-Controller steuert einen Expander und kann verschiedene Modi eines Interpolationsfilters umschalten.

## Endgeräte
HDCD-fähige Endgeräte sind eher eine Seltenheit auf dem Markt für Endkonsumenten. Deshalb ist das Verfahren von vornherein so konzipiert worden, dass HDCD-kodierte Audiosignale kompatibel zu herkömmlichen Wiedergabegeräten sind. Da die HDCD-Steuersignale so konzipiert sind, dass sie nur das niedrigste Bit belegen, und das auch nur für einen Bruchteil der Gesamtverfügbarkeit, ist der Verlust des Nutzsignals beim Abspielen auf nicht HDCD-fähigen Endgeräten vernachlässigbar. Daher ist der maximale Dynamikbereich eines HDCD-Signals bei Wiedergabe auf einem nicht HDCD-fähigen Endgerät nur unwesentlich vermindert. Das komprimierte Nutzsignal ist bei Verwendung der optionalen Peak-Extension einer Bandsättigungskurve nachempfunden, so dass evtl. Verzerrungen auf nicht HDCD-fähigen Geräten weniger störend wahrgenommen werden, als eine konventionell gemasterte CD, die auf dieselbe Lautstärke übersteuert wurde.
Es gibt sowohl CD-Player mit eingebautem HDCD-Controller, die ein entsprechend dekodiertes Audiosignal über die Analogausgänge ausgeben, als auch (Vor-)Verstärker mit eingebautem HDCD-Controller, die das PCM-Signal über einen S/PDIF- oder HDMI-Eingang von einem beliebigen CD-Player oder einer sonstigen Quelle für PCM-Daten erhalten können. Alle DVD- & BD-Player können HDCDs abspielen.
Das Verfahren hat bisher nur eine geringe Marktabdeckung erreicht. Momentan sollen gerade einmal etwa 5000 verschiedene HDCD-kodierte CDs und DVDs erhältlich sein. Zudem erscheinen die HDCD-Tonträger meist nur von bereits etablierten und bekannten Künstlern.

## Die Zukunft
Im September 2000 kaufte Microsoft das Unternehmen Pacific Microsonics Inc., das Keith Johnson und Michael Pflaumer 1996 zur besseren Vermarktung des Verfahrens gegründet hatten, auf. Microsoft konnte die Verbreitung der Dekodertechnologie aufgrund seiner Marktstellung und dem Eingehen von Partnerschaften mit Endgeräteherstellern, die die Technologie lizenzierten, erhöhen. Mittlerweile sind Audio/Video-Receiver, Digital-Analog-Konverter, Soundprozessoren und digitale Vorverstärker mit integrierten HDCD-Dekoder erhältlich. Microsoft setzt das Verfahren im eigenen Windows Media Player für die Wiedergabe digitaler Audioformate ein.
Die Durchsetzungsfähigkeit des Systems bei Tonträgern bleibt fraglich. Die Neuentwicklungen Super Audio Compact Disc (SACD) und DVD-Audio, die bereits jetzt einen deutlich höheren Marktanteil als HDCD-kodierte CDs besitzen, bieten eine noch höhere Detailfülle. Die DVD-Audio und SACD speichern (in unterschiedlichen Datenformaten) die bei der Produktion eingesetzten höheren Auflösungen von 24 Bit mit mindestens 48 kHz. Da sich abzeichnet, dass die Käuferschicht von hochwertig produzierten Tonträgern sich diesen Formaten zugewendet hat (Stand: 2008), scheinen die Tage des HDCD-Verfahrens auf Tonträgern gezählt.